# Tadeusz Jankowski (narciarz)
Tadeusz Jankowski (ur. 20 kwietnia 1930 w Jabłonkach, zm. 24 maja 2022 w Zakopanem) – polski narciarz, trener, olimpijczyk z Innsbrucku 1964.
Jako junior zdobył tytuł mistrza Polski w kombinacji norweskiej (1950). Jako senior wielokrotny medalista mistrzostw Polski:
- złoty
  - w biegu na 15 km w roku 1958
  - w biegu na 30 km w roku 1964
  - w sztafecie 4 × 10 km w roku 1959
- srebrny 
  - w biegu na 30 km w roku 1958
  - w biegu na 50 km w latach 1959, 1963.

Uczestnik mistrzostw świata w roku:
- 1958 podczas których zajął 40. miejsce w biegu na 30 km, 49. miejsce w biegu na 15 km oraz 9. miejsce w sztafecie 4 × 10 km
- 1962 na których wystartował w biegu na 50 km zajmując 18. miejsce.

Na igrzyskach olimpijskich w 1964 zajął 33. miejsce w biegu na 15 km, 40. miejsce w biegu na 30 km oraz 8. miejsce w sztafecie 4 × 10 km (partnerami byli:Edward Budny, Józef Gut-Misiaga i Józef Rysula).
Po zakończeniu kariery sportowej trener-twórca pierwszej grupy kobiet uprawiających biathlon.  Z biathlonistkami jako trener był na Zimowych Igrzyskach Olimpijskich w Albertville (1992) i Lillehammer (1994). Pochowany na Nowym Cmentarzu w Zakopanem w kolumbarium (kwatera U3).

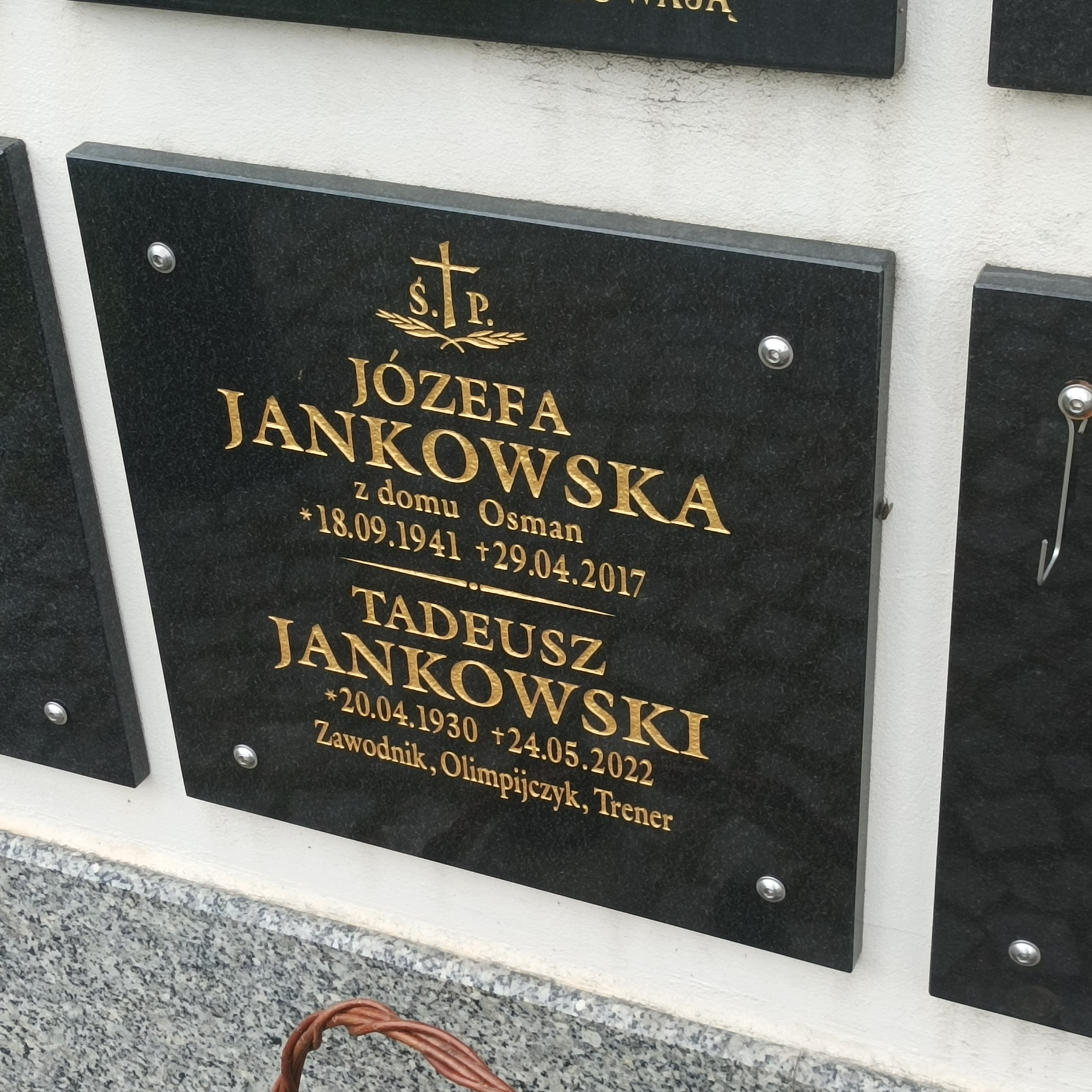
Grób Tadeusza Jankowskiego na Nowym Cmentarzu w Zakopanem